# Piers Anthony
Piers Anthony Dillingham Jacob (n. 6 august 1934, Oxford, Anglia, Regatul Unit)  este un autor englezo-american de science fiction și fantasy care publică sub pseudonimul Piers Anthony. Este cel mai notabil pentru lunga serie de romane care au loc în tărâmul fictiv Xanth.
Anthony a publicat 166 de lucrări în total, între 1956 și decembrie 2013.

## Lucrări

### Romane

#### SeriaAton/Worlds of Chthon
Seria este continuată de Charles Platt cu acordul lui Anthony 
1. Chthon (1967). Primul roman al lui Anthony; nominalizat la premiul  Hugo și  Nebula Award
2. Phthor (1975)

#### SeriaBattle Circle
Publicată inițial separat, trilogia a fost ulterior combinată într-un singur volum.
Romanele au loc pe un Pământ post-apocaliptic. Istoria nu este prezentată în detaliu, dar peisajul este plin de ruinele civilizației anterioare, iar suprafețe mari (denumite „terenuri”) sunt încă mortale din cauza radiațiilor, probabil din cauza războiului nuclear. În America de Nord, există trei civilizații principale: nebunii, subteranii și nomazii, care sunt centrul principal al romanelor.
1. Sos the Rope (1968)
2. Var the Stick (1972)
3. Neq the Sword (1975)

Cărțile 1-3 au fost adunate în antologia Battle Circle (1978)

#### SeriaOf Man and Manta[14]
1. Omnivore (1968)
2. Orn (1970)
3. 0X (1976)

Cărțile 1-3 adunate în antologia Of Man and Manta (1986)

#### SeriaJason Striker(cu Roberto Fuentes)
1. Kiai! (1974)
2. Mistress of Death (1974)
3. Bamboo Bloodbath (1974)
4. Ninja's Revenge (1975)
5. Amazon Slaughter (1976)
6. Curse of the Ninja (2001)

#### SeriaXanth
Cuvântul Xanth este, în sine, un joc de cuvinte neintenționat, potrivit tonului vesel  al cărților seriei.
Seria cea mai extinsă a lui Anthony (cu 41 de romane în august 2017) și încă în creștere.
| Număr | Titlu                      | Anul apariției | Personajul principal   |
| ----- | -------------------------- | -------------- | ---------------------- |
| 1     | A Spell for Chameleon      | 1977           | Bink                   |
| 2     | The Source of Magic        | 1979           | Bink                   |
| 3     | Castle Roogna              | 1979           | Dor                    |
| 4     | Centaur Aisle              | 1982           | Dor                    |
| 5     | Ogre, Ogre                 | 1982           | Smash Ogre             |
| 6     | Night Mare                 | 1983           | Mare Imbrium           |
| 7     | Dragon on a Pedestal       | 1984           | Ivy                    |
| 8     | Crewel Lye: A Caustic Yarn | 1984           | Jordan the Barbarian   |
| 9     | Golem in the Gears         | 1986           | Grundy Golem           |
| 10    | Vale of the Vole           | 1987           | Eskil                  |
| 11    | Heaven Cent                | 1988           | Dolph                  |
| 12    | Man from Mundania          | 1989           | Grey                   |
| 13    | Isle of View               | 1990           | Chex Centaur           |
| 14    | Question Quest             | 1991           | Humfrey                |
| 15    | The Color of Her Panties   | 1992           | Gwendolyn Goblin       |
| 16    | Demons Don't Dream         | 1993           | Dug                    |
| 17    | Harpy Thyme                | 1993           | Gloha Goblin-Harpy     |
| 18    | Geis of the Gargoyle       | 1994           | Gary Gargoyle          |
| 19    | Roc and a Hard Place       | 1995           | Demoness Metria        |
| 20    | Yon Ill Wind               | 1996           | Demon X(A/N)th / Nimby |
| 21    | Faun & Games               | 1997           | Forrest Faun           |
| 22    | Zombie Lover               | 1998           | Breanna                |
| 23    | Xone of Contention         | 1999           | Dug                    |
| 24    | The Dastard                | 2000           | Becka Dragongirl       |
| 25    | Swell Foop                 | 2001           | Cynthia Centaur        |
| 26    | Up in a Heaval             | 2002           | Umlaut Golem           |
| 27    | Cube Route                 | 2003           | Cube                   |
| 28    | Currant Events             | 2004           | Clio                   |
| 29    | Pet Peeve                  | 2005           | Goody Goblin           |
| 30    | Stork Naked                | 2006           | Surprise               |
| 31    | Air Apparent               | 2007           | Debra                  |
| 32    | Two to the Fifth           | 2008           | Cyrus Cyborg           |
| 33    | Jumper Cable               | 2009           | Jumper Spider          |
| 34    | Knot Gneiss                | 2010           | Wenda Woodwife         |
| 35    | Well-Tempered Clavicle     | 2011           | Picka Bone             |
| 36    | Luck of the Draw           | 2012           | Bryce                  |
| 37    | Esrever Doom               | 2013           | Kody                   |
| 38    | Board Stiff                | 2013           | Irrelevant Kandy       |
| 39    | Five Portraits             | 2014           | Astrid Basilisk        |
| 40    | Isis Orb                   | 2016           | Hapless                |
| 41    | Ghost Writer in the Sky    | 2017           |                        |
| 42    | Fire Sail                  | Viitor         | TBA                    |
| 43    | Jest Right                 | Viitor         | TBA                    |
| 44    | Skeleton Key               | Viitor         | TBA                    |
| 45    | A Tryst of Fate            | Plaificat      | TBA                    |

Cărțile 1-3 adunate în antologiile The Magic of Xanth (1981) //  Three Complete Xanth Novels / The Quest for Magic
Cărțile 4-6 adunate în antologia The Continuing Xanth Saga
Fiecare personaj uman din lumea fantastică Xanth se naște cu o abilitate magică unică, numită talent. Cu excepția ființelor blestemate, a centaurilor înaripați și a copilului Surprise Golem (Fiica lui Rapunzel și Grundy Golem), aceste abilități nu se repetă niciodată exact în indivizi pe parcursul întregii istorii a  Xanth (cu toate că talentul aproape identic apare ocazional). Deși numeroase talente sunt limitate ca scop, seria se concentrează în principal asupra unor indivizi cu abilități de calibrul "magician" (unul dintre criteriile de a deveni rege al lumii Xanth).
Pe lângă personajele umane, lumea Xanth este populat de centauri, demoni, dragoni, fauni, gargoliți, golemi, harpii, merfolk, nimfe, zombi și alte fiare fictive. Deși inițial au fost introduse ca obstacole în calea personajelor umane, unii indivizi din aceste grupuri devin personaje principale în cărțile ulterioare ale seriei.
Pe măsură ce seria progresează, se descoperă că unele specii semi-umane au potențialul de a poseda talente magice. Centaurii din comunitatea primară a centaurului, Insula Centaurului, exilează orice centaur care demonstrează că are un talent magic (deși unele comunități de centauri sunt mai îngăduitoare în ceea ce privește posesia talentului); totuși, ei tolerează talentele în rase "mai mici", cum ar fi oamenii. Goblinii și harpiile se dovedesc a avea potențialul de a poseda jumătăți de talente, jumătatea complementară existentă găsindu-se într-un membru al celeilalte specii (adică un goblin trebuie să aibă o echipă cu o harpie pentru a-și folosi talentul); dar ostilitatea dintre goblini și harpii s-a dovedit a fi un obstacol major în calea oricăror eforturi serioase depuse de aceștia pentru a lucra împreună în dezvoltarea aceste potențiale talente. Alte specii non-umane demonstrează, de asemenea, că au  potențial pentru talente magice.

#### SeriaCluster
1. Cluster (1977; sau Vicinity Cluster în UK)
2. Chaining the Lady (1978)
3. Kirlian Quest (1978)
4. Thousandstar (1980)
5. Viscous Circle (1982)

#### SeriaTarot
Acesta a fost scrisă inițial  ca un roman unic în continuitatea seriei "Cluster", care are loc decenii mai târziu, dar a fost împărțit datorită lungimii la cererea editorului, Jove.
- God of Tarot (1979)
- Vision of Tarot (1980)
- Faith of Tarot (1980)
- Tarot (1987)

#### SeriaApprentice Adept
1. Split Infinity (1980)
2. Blue Adept (1981)
3. Juxtaposition (1982)
4. Out of Phaze (1987)
5. Robot Adept (1988)
6. Unicorn Point (1989)
7. Phaze Doubt (1990)

Cărțile 1-3 au fost adunate în antologia Double Exposure (1982)

#### SeriaIncarnations of Immortality
1. On a Pale Horse (1983)
2. Bearing an Hourglass (1984)
3. With a Tangled Skein (1985)
4. Wielding a Red Sword (1986)
5. Being a Green Mother (1987)
6. For Love of Evil (1988)
7. And Eternity (1990)
8. Under a Velvet Cloak[14] (2007)

Cărțile 1-2 au fost adunate în antologia Incarnations of Immortality (2013)

#### SeriaBio of a Space Tyrant
1. Refugee (1983)
2. Mercenary (1984)
3. Politician (1985)
4. Executive (1985)
5. Statesman (1986)
6. The Iron Maiden (2001)

#### SeriaThe Adventures of Kelvin of Rud
1. Dragon's Gold (1987) cu  Robert E. Margroff
2. Serpent's Silver (1988) cu Robert E. Margroff
3. Chimaera's Copper (1990) cu Robert E. Margroff
4. Orc's Opal (1990) cu Robert E. Margroff
5. Mouvar's Magic (1992) cu Robert E. Margroff

Cărțile 1-3 au fost adunate în antologiile Across the Frames (1992) și Three Complete Novels (1994)
Cărțile 4-5 au fost adunate în antologia Final Magic (1992)

#### SeriaPornucopia
1. Pornucopia (1989)
2. The Magic Fart (2003)

Cărțile 1-2 au fost adunate în antologia The Pornucopia Compendium (2015)

#### SeriaMode
1. Virtual Mode (1991)
2. Fractal Mode (1992)
3. Chaos Mode (1993)
4. DoOon Mode (2001)

#### SeriaGeodyssey
1. Isle of Woman (1993)
2. Shame of Man (1994)
3. Hope of Earth (1997)
4. Muse of Art (1999)
5. Climate of Change (2010)

#### SeriaChroMagic[14]
1. Key to Havoc (2002)
2. Key to Chroma (2003)
3. Key to Destiny (2004)
4. Key to Liberty (2007)
5. Key to Survival (2008)

#### SeriaMetal Maiden
- To Be a Woman (2014)[18]
- Shepherd (2014)[18]
- Fly Trap (2014)[18]
- Awares (2014)[18]

#### SeriaAliena
1. Aliena (2013)
2. Aliena Too (2014)

#### Altele
- The Ring (1968) cu Robert E. Margroff
- Macroscope[14] (1969) Nominalizare în 1970 la Hugo Award for Best Novel
- Hasan (1969; revizuită în 1977)
- The E.S.P. Worm (1970) cu Robert E. Margroff
- Prostho Plus (1971)
- Race Against Time (1973)
- Rings of Ice (1974)
- Triple Détente (1974)
- Steppe (1976)
- But What of Earth? (1976: "colaborare" cu Robert Coulson; 1989: Anthony a republicat original, cu adnotări)
- Pretender (1979) cu Frances Hall, ISBN: 0-89370-130-0
- Mute (1981), continuarea "Moot" s-a pierdut și nu va fi rescrisă.
- Shade of the Tree (1986)
- Ghost (1986)
- Total Recall (1989) - novelizare a  filmului Total Recall, care este bazat pe povestirea   "We Can Remember It For You Wholesale" de Philip K. Dick. Versiunile din Marea Britanie și SUA sunt diferite.
- Through the Ice (1989) cu Robert Kornwise
- Firefly (1990)
- Hard Sell (1990)
- Dead Morn (1990) cu Roberto Fuentes
- Balook (1991)
- MerCycle (1991)
- Tatham Mound (1991)
- The Caterpillar's Question (1992) cu Philip José Farmer—
- Killobyte (1993).

Killobyte este un joc fictiv de realitate virtuală "de a doua generație" care pune jucătorii într-un mediu tridimensional, complet senzorial. Această carte explorează o lume a realității virtuale în contextul internetului și, deși inițial a fost concepută ca o poveste de acțiune și aventură, este mai mult un studiu de caractere. A devenit o carte idol din cauza incursiunilor sale în realitatea virtuală, precum și a inadvertențelor sale tehnice.
- If I Pay Thee Not in Gold (1993) cu Mercedes Lackey
- Volk (1996) ficțiune istorică care este atipică pentru Anthony
- The Willing Spirit (1996) cu Alfred Tella
- Spider Legs (1998) cu Clifford A. Pickover
- Quest for the Fallen Star (1998) cu James Richey și Alan Riggs
- Dream a Little Dream (1998) cu Julie Brady
- Realty Check (1999)
- The Secret of Spring (2000) cu Jo Anne Taeusch
- The Gutbucket Quest (2000) cu Ron Leming
- Starkweather: Immortal 0 (2007) cu David A. Rodriguez
- Tortoise Reform[14] (2007)
- The Sopaths (2011)
- Eroma (2011)
- Hair Power (2016) în Dreaming Big Publications
- Writer's Retweet (2016) în Dreaming Big Publications
- Captive (2016) din eXcessica Publishing
- Jack and the Giants (2014) cu J.R. Rain în Rain Press
- Dragon Assassin (2013) cu J.R. Rain
- Dolfin Tayle cu J.R. Rain
- LavaBull cu J.R. Rain
- Noah's Brick
- Odd Exam
- Pandora Park
- Pira
- Service Goat

### Colecții de povestiri
- Anthonology (1985)
- Alien Plot (1992)
- Lava din antologia Chronology  (2015) publicată de Curiosity Quills Press
- In The Shadow of The Song din antologia Darkscapes Anthology (2017) publicată de Curiosity Quills Press

## Legături externe
- Site web oficial
- Piers Anthony's page at Macmillan.com
- Extensive 2005 Interview
- Piers Anthony la Internet Speculative Fiction Database
- Piers Anthony la Internet Book List
- Piers Anthony Manuscript Collection at the University of South Florida-Tampa
- Piers Anthony la Internet Movie Database
- Lucrări de sau despre Piers Anthony în biblioteci (catalog WorldCat)

## Vezi și
- Listă de scriitori de fantezie
- Listă de autori de literatură științifico-fantastică
- Realitatea simulată în ficțiune